# Салвадор на Светском првенству у атлетици у дворани 2018.
Салвадор је четрнаести пут учествовао на 17. Светском првенству у атлетици у дворани 2018. одржаном у Бирмингему од 1. до 4. марта. Репрезентацију Салвадора представљао је један такмичар, који се такмичио у трци на 60 метара.,
На овом првенству такмичар Салвадора није освојио ниједну медаљу али је оборио национални и лични рекорд.

## Учесници
Мушкарци:
- Хуан Карлос Родригез Марокин — 60 м

## Резултати

### Мушкарци
| Атлетичар                    | Дисциплина | Лични рекорд | Квалификације      | Квалификације | Полуфинале           | Полуфинале           | Финале               | Финале       | Детаљи |
| Атлетичар                    | Дисциплина | Лични рекорд | Резултат           | Место         | Резултат             | Место                | Резултат             | Место        | Детаљи |
| ---------------------------- | ---------- | ------------ | ------------------ | ------------- | -------------------- | -------------------- | -------------------- | ------------ | ------ |
| Хуан Карлос Родригез Марокин | 60 м       |              | 7,03 (.027) НР, ЛР | 6. у гр. 2    | Није се квалификовао | Није се квалификовао | Није се квалификовао | 37 / 49 (52) |        |